# Michał Jarczyński
Michał Jarczyński (ur. 12 sierpnia 1968 w Gdańsku) – polski ekonomista i menadżer.

## Życiorys
W 1992 r. uzyskał tytuł magistra inżyniera na Politechnice Poznańskiej. Ukończył również podyplomowe studia na Akademii Ekonomicznej w Poznaniu (2000) w zakresie analizy finansowej i controllingu.
W okresie od IV 1993 r. do VII 1995 r. oraz od I 1997 r. do X 1998 r. piastował funkcję Wiceprezesa - Partnera w Centrum Wspierania Biznesu w Świdnicy, gdzie współkierował ośrodkiem doradczo-szkoleniowym finansowanym ze środków Unii Europejskiej.
Od 1995 r. do 1996 r. na wniosek Ministra Przekształceń Własnościowych pełnił funkcję Członka Zarządu - Dyrektora Ekonomicznego w Przedsiębiorstwie Kamienia Budowlanego Sp. z o.o. w Radkowie.
W tym samym czasie jako starszy wykładowca w Price Waterhouse International Privatisation Group z siedzibą w Warszawie prowadził wykłady i ćwiczenia z zakresu finansów dla kadr przedsiębiorstw państwowych oraz organów założycielskich w ramach Programu "Wspieranie Inicjatyw Prywatyzacyjnych" finansowanego przez MPW i USAID.
Odbył staże zagraniczne w Danish Technological Insitute w Aarhus, Technological Information Centre w Slagelse, Irish Productivity Centre w Dublinie oraz w szwedzkich fabrykach papieru w Munkedal i Håfreström.
Związany z Grupą Arctic Paper od 1998 roku, najpierw jako zastępca dyrektora finansowego w papierni w Kostrzynie a następnie dyrektor finansowy i prezes zarządu Kostrzyn Paper S.A. W latach 2008–2013 pełnił funkcję prezesa zarządu polsko-szwedzkiej korporacji Arctic Paper S.A.
Od czerwca 2004 do czerwca 2008 był wiceprezesem Stowarzyszenia Papierników Polskich. W roku 2008 został wybrany po raz pierwszy na prezesa tegoż stowarzyszenia na okres 4-letniej kadencji, a w 2012 po raz drugi. Zrezygnował z tej funkcji w listopadzie 2013.
Od 2007 r. zasiada w radzie dyrektorów Konfederacji Europejskiego Przemysłu Papierniczego (Confederation of European Paper Industries - CEPI).
Od 2010 przewodniczący High Level Group Forest-Based Sector Technology z siedzibą w Brukseli - jednej z europejskich platform technologicznych ds. innowacji, afiliowanych przy Komisji Europejskiej. 
Był on również członkiem Steering Group European Innovation Partnership (EIP) on Water przy komisarzu UE ds. środowiska, Janezu Potočniku.
Stały uczestnik paneli ekspertów w ramach prac nad Narodowym Programem Leśnym.
Przewodniczący Rady Muzeum Papiernictwa w Dusznikach-Zdroju.
Członek Klubu Partnera Uniwersytetu Ekonomicznego w Poznaniu
Członek rady nadzorczej Enea S.A. VIII kadencji od października 2012 roku do czerwca 2013.
W latach 2013–2016 pełnił funkcję prezesa zarządu Enei Operator.
Od 2015 do 2018 roku był wiceprezesem zarządu Lubuskiego Towarzystwa na Rzecz Rozwoju Energetyki.
W czerwcu 2017 powołano Michała Jarczyńskiego na stanowisko prezesa zarządu Radpol S.A., z której to funkcji zrezygnował w styczniu 2019 roku.
Od 1 lutego 2019 ponownie pełni funkcję prezesa zarządu Grupy Arctic Paper S.A.

## Publikacje i nagrody
Jest on autorem następujących publikacji:
- "Balanced Scorecard jako element controlingu - Controlling w praktyce" - Katowice 2001
- "Niepowodzenia w wykorzystaniu niefinansowych mierników - komentarz" - Harvard Business Review polska edycja, sierpień 2004 r.
- "O przyszłości branży papierniczej: - Przegląd Papierniczy, 2006 r.
W 1993 roku otrzymał nagrodę Ministra Przemysłu i Handlu w konkursie "Najciekawsze inicjatywy rozwoju przedsiębiorstw".
Uzyskał 24 miejsce na liście 50 najlepszych polskich menedżerów magazynu "Wprost" (2003).
W 2005 roku znalazł się na liście dynamicznych menedżerów "Bogaci Młodzi Wyjątkowi" magazynu ekonomicznego "Home and Market".
W 2006 roku wraz z kierowaną przez niego kostrzyńską papiernią otrzymał I miejsce w województwie lubuskim w III edycji rankingu "Filary Polskiej Gospodarki" organizowanego przez dziennik "Puls Biznesu".
Laureat plebiscytu na "Najbardziej wpływowego Lubuszanina 2009" organizowanego przez "Gazetą Lubuską".
Decyzją Rady Miasta Kostrzyn nad Odrą został odznaczony medalem "Za Zasługi dla Miasta Kostrzyn nad Odrą".
W 2015 r. otrzymał wyróżnienie od wicepremiera i ministra gospodarki Janusza Piechocińskiego za zaangażowanie i wkład w budowanie polskiej gospodarki z okazji 25-lecia transformacji ustrojowej.